# El Ogla (Tébessa)
Pour les articles homonymes, voir El Ogla (El Oued).
El Ogla est une commune de la wilaya de Tébessa en Algérie.